# Dapeng (schiereiland)

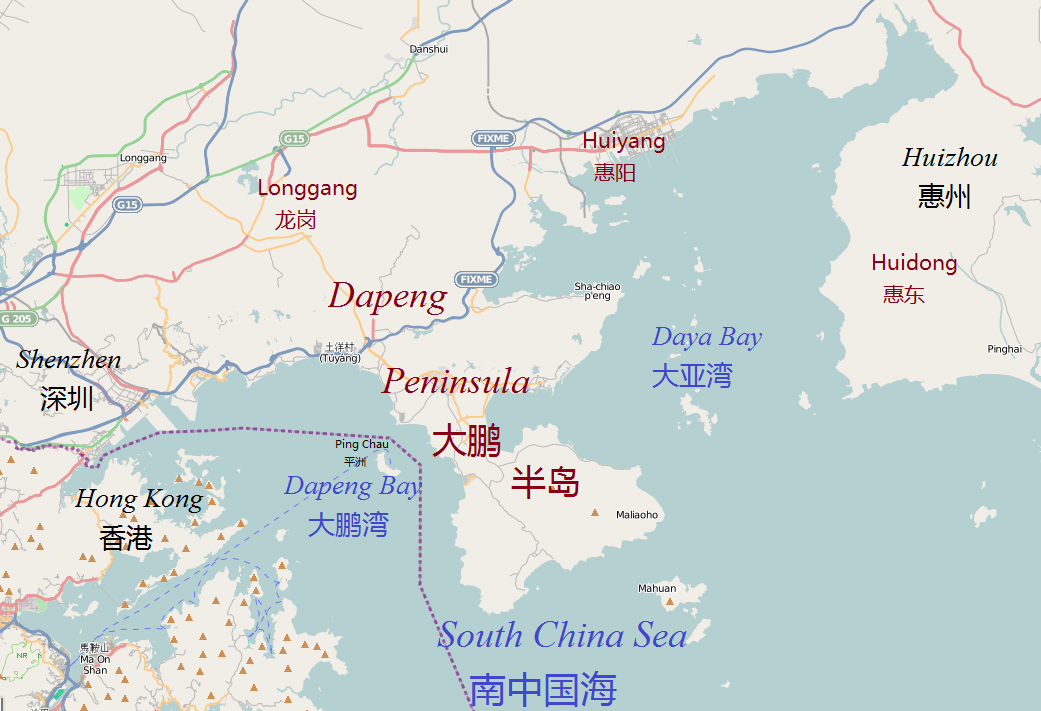
Dapeng in het Engels is Dapeng Peninsula

Dapeng of Dapengbandao is een schiereiland in China in het oosten van Longgang (district), dat deel uitmaakt van stadsagglomeratie Shenzhen. Dapeng bestaat uit de streken Kuichong, Dapeng en Nanao. Dapeng wordt in het zuidwesten omringd door de Dapengbaai en in het noordoosten door de Dayabaai.

## Dapengcultuur
Vroeger waren de meeste bewoners van het schiereiland vissers, tegenwoordig is vis nog steeds voor de meeste mensen uit Dapeng een belangrijk consumptieartikel. Het andere belangrijke middel van bestaan was de landbouw. De uitvinding van de beroemde Dapengse zonnehoeden hangt daarmee samen. Jaarlijks wordt op de eerste dag van de tiende maan van de Chinese kalender de Verjaardag van de Heilige Os gevierd. De cultuur van Dapeng hangt in sterke mate samen met andere Hakkaculturen in Shenzhen. Lokale gerechten zijn niuciba, jishiteng, gestoomde vis en gesudderde varkensspek. Bij feesten, zoals Chinees nieuwjaar, de opening van nieuwe faciliteiten en Chinese huwelijken wordt de qilindans uitgevoerd. Bij begrafenissen worden de overledenen eerst begraven in een houten doodskist en na een bepaalde tijd weer opgegraven. De botten worden dan geteld en in een aarden pot gestopt, waarna ze worden gecremeerd en in een columbarium worden gestopt. Een gebruik dat nog wordt gevolgd is dat vrouwen op begraafplaatsen geen naam vermeld krijgen. Bij mannen staat wel de naam en geboortedatum op hun grafsteen.
Een van de verdwenen gebruiken van de streek is huilend trouwen. De aanstaande bruiden dienden een week voor de huwelijksvoltrekking zich volledig in tranen te storten samen met hun beste vriendinnen die dan meehuilden. Het huilen en geweeklaag gold als een blijk voor respect voor de ouders. Ook werd zo dank betoond voor de jarenlange zorg van de ouders. In meerdere gebieden van China was het gebruikelijk dat een getrouwde vrouw slechts één keer per jaar, tijdens het Chinees Nieuwjaar, of helemaal nooit haar ouders mocht bezoeken. Bij het trouwfeest zong het echtpaar bergliederen met elkaar op het huwelijksbanket.
Sinds de jaren tachtig toen de Chinese overheid religie en tradities weer mondjesmaat begon toe te staan, kwam er een opleving van de lokale cultuur. Sindsdien wordt om de vijf jaar een taipingqingjiao gehouden waarbij de zegening en bescherming van de Zeegodin Tianhou wordt gevraagd. Bij de taipingqingjiao wordt ook voor de gevallen soldaten afkomstig uit Dapeng gebeden, opdat hun ziel in vrede moge rusten.
De authentieke religie in Dapeng is de Chinese volksreligie waarbij vooral zeegoden het meest aanbeden worden. Op het schiereiland is in vrijwel elk dorp een schrijn of tempel van een zeegod te vinden. Veelvoorkomende zeegoden in Dapeng zijn Matsu en Tangong.
Het Hongkongse eiland Ping Chau is door de nabije ligging sterk beïnvloed door de cultuur van Dapeng. Het lokale dialect daar is een variant van het Dapenghua.

## Middel van bestaan
Tegenwoordig is visserij niet meer het belangrijkste middel van bestaan. In Dapengcheng is toerisme zeer belangrijk voor de groei van de economie van het dorp. Ook zijn er veel dorpen aan zee, zoals Nanao, die Hongkongse rijkelui met hun dure schepen ontvangen. 

## Geschiedenis
Na de Tweede Opiumoorlog ontstond er een discussie om net als Hongkong ook het schiereiland af te staan aan het Verenigd Koninkrijk. Dit is echter niet gebeurd. Het meest historische dorp op het schiereiland is Dapengcheng. Deze vesting, die aan het einde van de Ming-dynastie werd gebouwd, diende als verdedigingswerk tegen Japanse piraten en later tegen de Britten.

## Bekende Dapengnezen
- Liu Heizai
- Deanie Ip Tak-Han
- Au Shui-Wai